# NGC 2362
NGC 2362（Caldwell 64、Melotte 65）は、おおいぬ座にある散開星団である。1654年以前にジョヴァンニ・バッティスタ・オディエルナが発見した。最も明るい恒星はおおいぬ座τ星であるため、Tau Canis Majoris Cluster（おおいぬ座τ星星団）と呼ばれることもある。地球からの距離は約1480パーセクで、400万歳から500万歳と比較的若い恒星からなる。質量は大きく、太陽質量の500倍以上である。同じ距離にある巨大な星雲Sh2-310との関連がある。